# حكاية الحكايات (فلم)
حكاية الحكايات (بالإنجليزية: Tale of Tales) و (بالإيطالية: Il racconto dei racconti) هو فيلم دراما فنتازي إيطالي فرنسي بريطاني تم إنتاجه في سنة 2015 وهو من بطولة سلمى حايك وفينسنت كاسل وتوبي جونس وجون ك. رايلي. إنتاج الفيلم كان إيطالي وإشتركت به فرنسا وبريطانيا، يعتبر هذا الفيلم أول الأفلام لماتيو غاروني التي يخرجها باللغة الإنجليزية. وقد تم ترشيح هذا الفيلم لنيل جائزة السعفة الذهبية في مهرجان كان السينمائي 2015.

## القصة
بوحي من حكاية الحكايات الكاتب والشاعر الإيطالي جيامباتيستا باسيل الخرافية، يحكي الفيلم في قالب خيالي عن ثلاث ممالك متجاورة، كل واحدة من هذه الممالك تمتلك قلعة شامخة، إحداهم كانت معروفة بسمعتها السيئة في الفجر والفحش، والثانية يسيطر عليها حيوان غريب، أما ملكة المملكة الثالثة فتسكنها رغبة عارمة في أن يكون لها طفل.

## البطولة
- سلمى حايك بدور ملكة لونغتريليس
- فينسنت كاسل بدور ملك سترونغكليف
- جون ك. رايلي بدور ملك لونتريليس
- توبي جونز بدور ملك هايلس
- ماسيمو جيجيريني بدور فنان سيرك
- ألبا رويرفاكر بدور فنانة سيرك
- شيرلي هندرسون بدور إيما
- هايلي كارميخيل بدور دورا
- ستايسي مارتن بدور دورا الصغيرة
- كاثرين هنتر بدور ويتش
- جيسي كيف بدور فينيزيا

## التقييم
تم تقييم الفيلم في موقع الطماطم الفاسدة على تقييم 82% وحاز على 94 نقد. وعلى موقع ميتاكريتيك حاز على 24 نقد وحاز على تقييم 72 من 100.

## وصلات خارجية
- مقالات تستعمل روابط فنية بلا صلة مع ويكي بيانات

- حكاية الحكايات على قاعدة بيانات الأفلام على الإنترنت